# Seznam dílů seriálu Sex O'Clock
Toto je seznam dílů seriálu Sex O'Clock. Český komediální rodinný televizní seriál vysílá TV Nova od roku 2023 na své streamovací platformě Voyo.

## Přehled řad
| Řada | Díly | Premiéra v ČR     | Premiéra v ČR   |
| Řada | Díly | První díl         | Poslední díl    |
| ---- | ---- | ----------------- | --------------- |
| 1    | 10   | 10. března 2023   | 12. května 2023 |
| 2    | 10   | 1. listopadu 2024 | 3. ledna 2025   |

## Seznam dílů

### První řada (2023)
| Č. v seriálu | Č. v řadě | Původní název | Režie                            | Scénář                             | Premiéra v ČR   |
| ------------ | --------- | ------------- | -------------------------------- | ---------------------------------- | --------------- |
| 1            | 1         | Epizoda 1     | Jan Bártek a Karolína Zalabáková | Matěj Randár a Karolína Zalabáková | 10. března 2023 |
| 2            | 2         | Epizoda 2     | Jan Bártek a Karolína Zalabáková | Matěj Randár a Karolína Zalabáková | 17. března 2023 |
| 3            | 3         | Epizoda 3     | Karolína Zalabáková a Jan Bártek | Matěj Randár a Karolína Zalabáková | 24. března 2023 |
| 4            | 4         | Epizoda 4     | Jan Bártek a Karolína Zalabáková | Matěj Randár a Karolína Zalabáková | 31. března 2023 |
| 5            | 5         | Epizoda 5     | Jan Bártek a Karolína Zalabáková | Matěj Randár a Karolína Zalabáková | 7. dubna 2023   |
| 6            | 6         | Epizoda 6     | Karolína Zalabáková a Jan Bártek | Matěj Randár a Karolína Zalabáková | 14. dubna 2023  |
| 7            | 7         | Epizoda 7     | Jan Bártek a Karolína Zalabáková | Matěj Randár a Karolína Zalabáková | 21. dubna 2023  |
| 8            | 8         | Epizoda 8     | Jan Bártek a Karolína Zalabáková | Matěj Randár a Karolína Zalabáková | 28. dubna 2023  |
| 9            | 9         | Epizoda 9     | Karolína Zalabáková a Jan Bártek | Matěj Randár a Karolína Zalabáková | 5. května 2023  |
| 10           | 10        | Epizoda 10    | Jan Bártek a Karolína Zalabáková | Matěj Randár a Karolína Zalabáková | 12. května 2023 |